# Брейтуэйт, Боб
Джон Роберт «Боб» Брейтуэйт (англ. John Robert "Bob" Braithwaite; 28 сентября 1925, Арнсайд, Камбрия — 26 февраля 2015) — британский спортсмен-стрелок, чемпион летних Олимпийских игр в Мехико (1968) в стрельбе на траншейном стенде.

## Спортивная биография
Окончил Friends School Lancaster, затем — Эдинбургский университет, получив по завершении обучения в 1947 г. квалификацию ветеринарного врача.
Начал соревноваться в трапе с 1956 г., став одним из ведущих стрелков Великобритании в данной дисциплине. На летних Олимпийских играх в Токио (1964) занял седьмое место. Во время подготовки к своей второй Олимпиаде вместо тренировок на стрельбище установил тренировочный трап неподалеку от своей фермы и с помощью местного священника стрелял по 50-ти целям два раза в неделю.
На летних Играх в Мехико (1968) поразил 198 мишеней, установив олимпийский рекорд и выиграв золотую медаль. Его победа продемонстрировала как талантливый стрелок-любитель смог выиграть самые престижные соревнования у профессионалов, проходивших специальную подготовку.
Кавалер Ордена Британской империи.